# ジョン・ライクマン
ジョン・ライクマン（John Rajchman、1946年 - ）は、アメリカ合衆国の哲学者、コロンビア大学の非常勤教授 (Adjunct Professor)。コロンビア大学では、20世紀美術史や哲学を講じている。
ライクマンは、イェール大学を卒業した後、1985年にコロンビア大学からPh.D.を取得した。フォーダム大学で哲学の助教授を務めた後、1990年からコロンビア大学で教職に就き、大学院修士課程の現代美術部門の責任者を十年にわたって務めた。その後も、コロンビア大学を拠点としながら、プリンストン大学、マサチューセッツ工科大学、クーパー・ユニオン、パリの国際哲学コレージュなどでも教鞭を執った。
1990年代には、Any会議 (Any Conference) に関わった。
1998年には、ジル・ドゥルーズの思想の新しい解釈によって建築や美術を論じた著書『Constructions』を刊行し、2000年に刊行した『The Deleuze Connections』は、「ドゥルーズについて哲学者でない者にも理解できる言葉で書かれた最初の本」と評された。

## おもな著書

### 単著
- Michel Foucault: The Freedom of Philosophy (1985)
  - 日本語訳：田村俶 訳、ミシェル・フーコー : 権力と自由、岩波書店、1987年
- Le Savoir-faire avec l'inconscient : éthique et psychanalyse (1986)
- Philosophical Events: Essays of the '80s (1991)
- Truth and Eros, Foucault, Lacan and the Question of Ethics (1991)
- Constructions (Writing Architecture) (1998)
- The Deleuze Connections (2000)
- Rendre la terre légère (2005)

### 編著
- Post-analytic Philosophy (1985) editor with Cornel West
- The Identity in Question (1995) editor
- French Philosophy Since 1945: Problems, Concepts, Inventions (2011) editor with Etienne Balibar